# Proces jednostkowy
Proces jednostkowy – w inżynierii produkcji jest to elementarna część składowa procesu wytwórczego, w którym surowce są przetwarzane w produkty.
W inżynierii chemicznej pojęcie oznacza etap procesu technologicznego, jakim jest określona reakcja chemiczna. Tak zdefiniowane procesy jednostkowe są klasyfikowane według  rodzaju reakcji, według rodzaju faz, w których zachodzą, lub według warunków prowadzenia procesu. Dla poszczególnych procesów są opisywane najlepsze dostępne techniki (BAT). W technologii chemicznej organicznej wyróżnia się np. procesy:
- sulfonowania,
- halogenowania,
- nitrowania,
- acylowania,
- utleniania,
- redukcji,
- alkilowania,
- estryfikacji,
- hydrolizy,
- alkoholizy,
- kondensacji,
- diazowania,
- polimeryzacji, w tym poliaddycji i polikondensacji,
- fermentacji.

W niektórych źródłach pojęcie proces jednostkowy bywa stosowane zamiennie z pojęciem operacja jednostkowa.
Za przykłady procesów jednostkowych uznaje się np. montaż karoserii samochodu, cięcie drewna okrągłego na deski, wypalanie ceramiki w piecu czy transport części niezbędnych do wykonania produktu między zakładami produkcyjnymi.